# Charles Collé
Charles Collé (ur. 14 kwietnia 1709 w Paryżu, zm. 3 listopada 1783 tamże) – francuski dramaturg i piosenkopisarz.

## Dzieła
- La Mère rivale, 1745
- La Vérité dans le vin ou les désagréments de la galanterie, 1747
- Daphnis et Églé, 1753
- Dupuis et Desronais, 1763
- L'Île sonnante, 1768
- La Veuve, 1770
- La Tête à perruque ou le Bailli, 1777
- Journal historique lub Mémoires littéraires, 1807